# Edward Blore

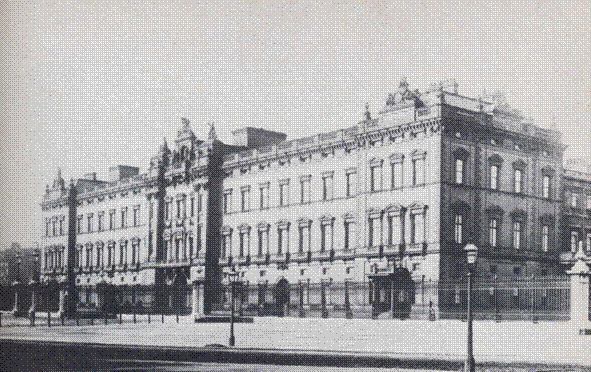
Buckingham Palace erigido por Blore in 1850. Modificado posteriormente por Sir Aston Webb en 1913.

Edward Blore (1787 - 1879) fue un arquitecto británico del siglo XIX. Nació en Edimburgo, Escocia, pese a que algunos datos apuntan su nacimiento en Derby, Inglaterra. De su biografía destaca haber continuado la obra del Palacio de Buckingham que había iniciado John Nash. Terminó el palacio usando un estilo similar aunque más sobrio al diseñado por Nash. En 1847 diseño la fachada principal del palacio cerrando el patio interior. También trabajó en el Palacio de St. James y en otras obras de Inglaterra y Escocia. 